# Pseudotorymus annamalaicus
Pseudotorymus annamalaicus är en stekelart som beskrevs av T.C. Narendran 2006. Pseudotorymus annamalaicus ingår i släktet Pseudotorymus och familjen gallglanssteklar. Inga underarter finns listade i Catalogue of Life.